# Lions and Ladies
Lions and Ladies é um curta-metragem mudo norte-americano de 1919, do gênero comédia, com o ator cômico Oliver Hardy.

## Elenco
- Oliver Hardy - (como Babe Hardy)
- Harry Mann
- Rosa Gore
- Bobby Dunn